# 옌볜 조선족 자치주
옌볜 조선족 자치주(중국어 간체자: 延边朝鲜族自治州, 정체자: 延邊朝鮮族自治州, 병음: yánbiān cháoxiǎnzú zìzhìzhōu 옌볜차오셴쭈쯔즈저우[*], 영어: Yanbian Korean Autonomous Prefecture) 또는 연변 조선족 자치주는 중화인민공화국 동북 지역 지린성(吉林省)의 자치주이다. 중심지는 옌지시(延吉市)이며 면적은 43,474km2, 인구는 2009년 기준으로 217만 9천명이다.
이 곳은 80만명의 한국계 중국인이 거주하는 중국 최대의 조선족 거주 지역이다. 자치주 전체 인구 가운데 조선족 인구 비율은 36.7%이며, 조선족이 전체인구의 2%에 불과한 둔화 시를 제외한 옌볜 지역의 조선족 인구비율은 46.5%이다.
연변은 최근 인구가 많이 감소하고 있다.

## 지리
남쪽은 조선민주주의인민공화국 함경북도와 량강도, 동쪽은 러시아 프리모르스키 지방, 북쪽은 헤이룽장성 무단장, 서쪽은 지린성 바이산에 접해 있다. 백두산은 이 지역의 남서쪽 끝에 있으며 하이란강(海兰江)과 가야허강(嘎呀河) 등 주요 하천이 남쪽으로 흘러 두만강에 합류한다. 수계는 쑹화강(송화강) 수계와 무단강(목단강) 수계, 두만강 수계가 주이며 라즈돌나야강(쑤이펀허) 수계도 존재한다.

## 역사

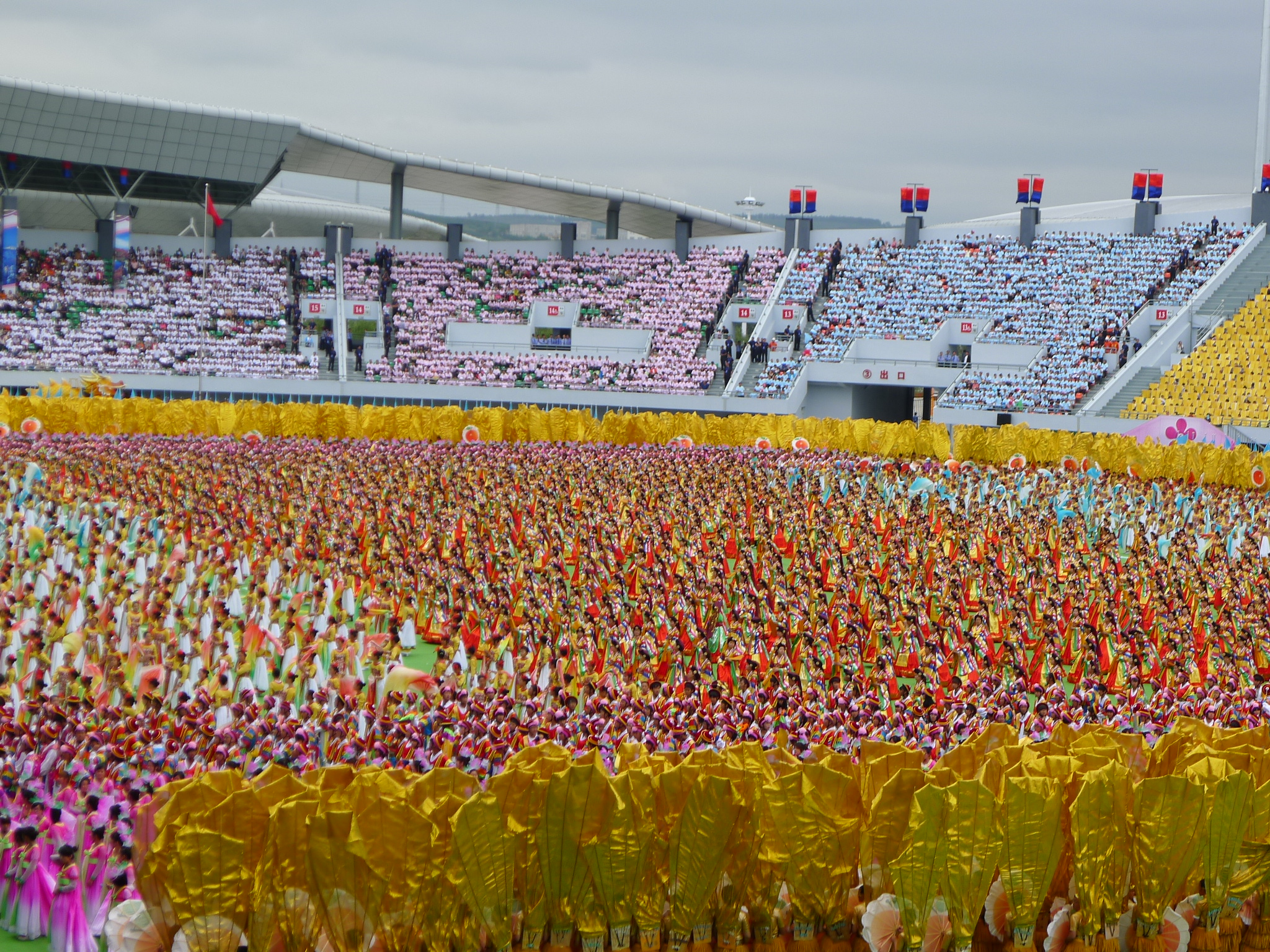
옌볜 조선족 자치주 성립 60주년 기념식

이 곳은 고대에는 부여와 북옥저, 고구려, 발해의 영역이었다. 지금의 둔화 시에 있던 동모산(東牟山)은 발해 건국의 출발지였다. 이 지역은 발해의 중심지였던 만큼 현재도 발해 관련 유적들이 많은데, 대표적인 유적으로는 1949년에 발견된 정혜공주묘(둔화 시 류딩 산(六顶山) 고분군 제1구역 2호분)와 1980년에 정효공주묘가 발견된 허룽 시(和龙市)의 룽터우 산 고분군(龙頭山古墳群) 등이 있다.
19세기 중반부터 조선의 함경도 사람들이 두만강을 건너 이 곳으로 이주하기 시작했다. 1881년, 옌볜(延边)지역의 조선인은 약 1만명이었다. 1907년에는 옌지(延吉)에만 조선인 가구수가 5만호(戶)에 이르렀는데 한족(漢族)은 조선인의 4분의 1도 되지 않았고, 3·1 운동 전인 1916년에 옌볜의 조선인은 이 지역 총인구 26만 5천명 중 약 20만명이었다. 1930년에는 옌지시, 허룽시, 훈춘시, 왕칭현 등 4개 현의 조선인은 39만명으로 해당 지역 총인구의 76.4%를 차지했다.
중화인민공화국이 수립된 이후 1952년에 9월 3일에 조선민족 자치구(중국어 간체자: 自治区)가 설치되었는데, 자치구 성립 직후였던 1954년에 이 지역의 총인구 85만4천명 중 조선인은 53만명으로서 전체의 62%였다. 1955년에 조선족 비율이 2%에 불과한 둔화 현이 편입됨과 동시에 자치주(自治州)로 격하되었다. 조선족 자치주가 성립된 9월 3일을 기념하여 자치주 차원의 공휴일로 지정하였으며, 매년 9.3절 행사를 성대하게 치르고 있다. 2012년 9월 3일 옌볜조선족자치주 성립 60주년을 맞아 중화인민공화국 정부 주요 인사들과 대한민국, 조선민주주의인민공화국, 몽골 등 세계 각국의 주요 인사들을 초청하여, 옌지시 체육관에서 약 3만 명이 참여하는 기념행사를 개최하였다.

## 민족

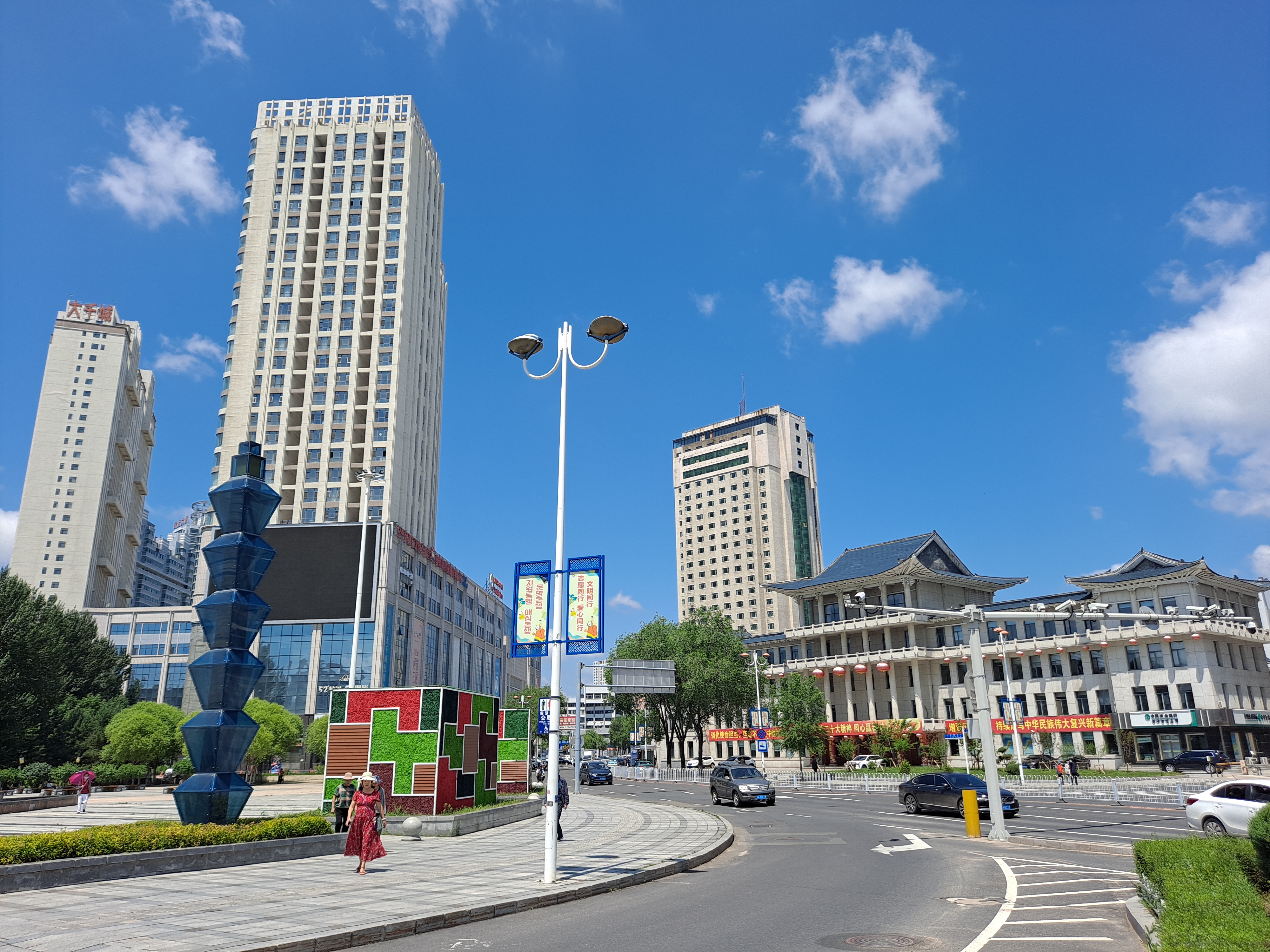
옌지시

- 조선족 36.7% : 약 80만명으로, 이 중 84%가 옌지, 룽징, 허룽, 투먼, 훈춘에 거주한다.
  - 옌지시(연길시)(延吉) - 58%
  - 룽징시(용정시)(龙井) - 67%
  - 허룽시(화룡시)(和龙) - 60%
  - 투먼시(도문시)(图们) - 58%
  - 훈춘시(혼춘시)(琿春) - 45%
  - 왕칭현(왕청현)(汪清) - 30%
  - 안투현(안도현)(安图) - 25%
  - 둔화시(돈화시)(敦化) - 2%
- 한족(漢族) 60.4%
- 기타(몽골족 등) 0.1%

옌볜에 가장 많은 성씨는 김(金)씨이다.
| 민족이름                | 한족    | 조선족 | 만주족 | 회족 | 몽고족 | 징포족 | 토가족 | 좡족 | 묘족 | 시버족 | 기타민족 |
| ----------------------- | ------- | ------ | ------ | ---- | ------ | ------ | ------ | ---- | ---- | ------ | -------- |
| 인구수                  | 1465758 | 736991 | 57212  | 6370 | 3036   | 194    | 188    | 177  | 154  | 130    | 606      |
| 인구 비율(%)            | 64.55   | 32.45  | 2.52   | 0.28 | 0.13   | 0.01   | 0.01   | 0.01 | 0.01 | 0.01   | 0.03     |
| 소수민족 인구중 비율(%) | ---     | 91.55  | 7.11   | 0.79 | 0.38   | 0.02   | 0.02   | 0.02 | 0.02 | 0.02   | 0.08     |

## 행정 구역
| 옌볜조선족자치주 현급구역 | #      | 이름   | 한자   | 면적(km2) | 인구(명) |
| ------------------------- | ------ | ------ | ------ | --------- | -------- |
|                           |        |        |        |           |          |
| 현급시                    |        |        |        |           |          |
| 1                         | 옌지시 | 延吉市 | 1332   | 48.9만    |          |
| 2                         | 투먼시 | 图们市 | 1142.3 | 13.7만    |          |
| 3                         | 룽징시 | 龙井市 | 2208   | 18.8만    |          |
| 4                         | 허룽시 | 和龙市 | 5069   | 22만      |          |
| 5                         | 둔화시 | 敦化市 | 11957  | 48만      |          |
| 6                         | 훈춘시 | 珲春市 | 5145   | 25만      |          |
| 현                        |        |        |        |           |          |
| 7                         | 왕칭현 | 汪清县 | 9016   | 25.4만    |          |
| 8                         | 안투현 | 安图县 | 7444   | 21.6만    |          |

- 경제개발구 : 도문시 경제개발구 - 연길시 경제개발구 - 돈화시 경제개발구 - 안도현 백두산관광 경제개발구 - 훈춘 변경경제합작구

## 경제
옌지시는 목재 생산지로 광물 자원이 풍부한 곳으로도 알려져 있다. 러시아 및 조선민주주의인민공화국의 국경과 가까운 훈춘은 변경 개방 도시로 지정되어 있다.

## 교통

### 철도
- 창춘-투먼선 (중국어 간체자: 长图线, 정체자: 長圖線)
- 무단장-투먼선 (중국어 간체자: 牡图线, 정체자: 牡圖線)
- 조양천-개산툰선 (중국어 간체자: 朝开线, 정체자: 朝開線)
- 투먼-훈춘 철도
- 창춘-훈춘 고속철도(중국어 간체자: 长珲城际铁路, 정체자: 長琿城際鐵路)

### 도로
- 훈춘-우란하오터 고속도로

고속 도로는 1,480km에 달한다.

### 항공
- 옌지 차오양촨 국제공항

## 교육
- 옌볜 대학
- 옌볜 과학기술대학교(연대과학기술대학)
- 옌볜 일중

## 방송
- 옌볜 텔레비전방송(옌볜TV, YBTV)
- 옌볜 인민방송

## 같이 보기
- 간도
- 창바이 조선족 자치현(長白朝鮮族自治縣)
- 조선족
- 두만강
- 백두산
- 백두산정계비
- 조중 변계 조약
- 주덕해